# 塞族共和國電視台
塞族共和國電視台（轉寫：Televizija Republike Srpske；常被簡稱為／RTRS）是波斯尼亞和黑塞哥維那下轄塞族共和國的公共電視頻道，由塞族共和國廣播電視台（Радио Телевизија Републике Српске）負責營運，其總部設於巴尼亞盧卡。此頻道每日24小時使用塞爾維亞語與西里爾字母播出，其內容涵蓋新聞、訪談、紀錄片、體育、電影和兒童等節目。

## 外部連結
- 塞族共和國廣播電視台官方網站 （页面存档备份，存于）